# Верхний Туим
Ве́рхний Туи́м (хак. Тойым пазы — Вершина Туима) — посёлок в Ширинском районе Хакасии, входит в состав Туимского сельсовета.

## География
Расположен на реке Туим в 14 км к югу от центра сельского поселения, села Туим, в 31 км к югу от районного центра — села Шира. Расстояние до республиканского центра, города Абакан — 116 км, до станции Туим Красноярской железной дороги (код 88560) на линии Ачинск — Абакан — 19 км, до аэропорта Абакан — 113 км.

## История
В 2015 году подведомственное Минтрансу Хакасии ГКУ РХ «Хакасавтордор» выполнило работы по ремонту Центральной улицы в п. Верхний Туим
В 2018 году избиратели из Верхнего Туима, как жители отдаленных или труднодоступных районов, досрочно голосовали на выборах Президента Российской Федерации

## Население
| 2002 | 2010 |
| ---- | ---- |
| 23   | ↘16  |

## Экономика
Основные предприятия — шахты, руда которых шла на Туимский завод цветных металлов, закрыты. Расположено подсобное хозяйство Туимского психоневрологического интерната (Выращивание овощей, разведение овец, содержатся коровы, лошади)